# Elvira, te daría mi vida pero la estoy usando
Elvira, te daría mi vida pero la estoy usando es una película mexicana del 2015, dirigida y escrita por Manolo Caro, producida por Cecilia Suárez. Es protagonizada por Cecilia Suárez, Vanessa Bauche y Luis Gerardo Méndez. Fue producida por Woo Films, Itaca Films y Noc Noc Cinema.

## Argumento
Elvira (Cecilia Suárez) es una mujer de 40 años de edad, quien se encarga de su casa y sus dos hijos mientras que su marido, Gustavo (Carlos Bardem), trabaja en una compañía de seguros y mantiene la familia. Una noche, Gustavo le dice a su mujer que va por algunos cigarros y no vuelve.
Preocupada por su marido, Elvira va a buscarlo y presenta una queja, porque cree que sufrió un accidente. Como el tiempo pasa y ella continúa con su búsqueda comienza a encontrar razones para sospechar que su marido se ha escapado con su amante.

## Reparto
- Cecilia Suárez como Elvira
- Vanessa Bauche como Luisa
- Luis Gerardo Méndez como Adrián Pérez/Ricardo
- Angie Cepeda como Eloy
- Carlos Bardem como Gustavo Martínez
- Angélica Aragón como Mamá de Elvira
- Juan Carlos Colombo como Don Ruti
- Alfonso Dosal como Pepe
- Juan Pablo Medina como Ejecutivo
- Zuria Vega como Ana
- Mariana Treviño como Guille
- María Elena Saldaña como Portera
- Silverio Palacios como Don Chuy